# Nasser Zefzafi
Nasser Zefzafi (en Tamazight : Naṣer Azefzaf, ⵏⴰⵚⵔ ⴰⵣⴼⵣⴰⴼ), né le 4 novembre 1979 à Al Hoceima (Maroc) , est un militant politique Rifain,
Il participe depuis octobre 2016 au mouvement de contestation, le mouvement populaire du Rif, réclamant l'amélioration de la situation socio-économique de la Région du rif .En avril 2021, il fait annoncer, alors qu'il est incarcéré à la prison de Tanger, ne plus vouloir être un leader du hirak rifain.

## Biographie
Nasser Zefzafi est né à Al Hoceima dans la région du Rif, dans le nord du Maroc. Sa mère a grandi à Al Hoceima et appartient à la tribu des Aït Ouriaghel. Son père est originaire d’Izefzafen, un petit village des Aït Ouariaghel, tribu à laquelle appartenait aussi Abdelkrim el-Khattabi. 
Zefzafi descend d'une famille de militants. Son grand-père fut ministre de l’Intérieur de la République du Rif tandis que son oncle, assassiné en 1978 près de Larache, était le directeur de cabinet d'Abdelkrim el-Khattabi. 
Son père fut aussi un militant de première heure de l’Union nationale des forces populaires, puis de l’Union socialiste des forces populaires (USFP) de laquelle il a démissionné lorsque le parti entra au gouvernement. Zefzafi fut aussi membre du mouvement du 20 Février à Al Hoceima lors des contestations de 2011.

### Contestation
Nasser Zefzafi participe aux manifestations suivant la mort de Mohcine Fikri, un vendeur de poissons de 31 ans mortellement écrasé dans une benne à ordures le 28 octobre 2016. Dans une interview donnée au site d'actualité El Español en janvier 2017, il déclare : « Ce qui est arrivé à Fikri nous affecte également : si nous restons silencieux aujourd'hui, cela continuera. C'est pourquoi nous devons sortir pour arrêter cela ». Depuis octobre 2016, le mouvement n'a pas faibli et continua de sortir dans les rues d'Al Hoceima et son agglomération mais aussi, Nador et Berkane.
Cette contestation prend une tournure politique et identitaire à partir d'avril 2017, Rabat ayant dans un premier temps accusé la mouvance rifaine de velléités indépendantistes et d'être piloté secrètement depuis l'étranger, alors que Zefzafi nie ces accusations en bloc avant de faire marche arrière et de reconnaître les revendications du mouvement légitime.
Le 26 mai 2017, lors de la prière du vendredi à la mosquée Mohammed-V d'Al Hoceima, Nasser Zefzafi interrompt le prédicateur lors de son prêche, prononçant un discours improvisé critiquant les institutions, et accusant l'imam de se servir de la religion pour faire un discours politique, et d'être à la solde du makhzen ». Le jour même, le procureur de la cour d’appel d’Al Hoceima ouvre une enquête et lance un mandat d’arrêt contre Nasser Zefzafi.

### Arrestation

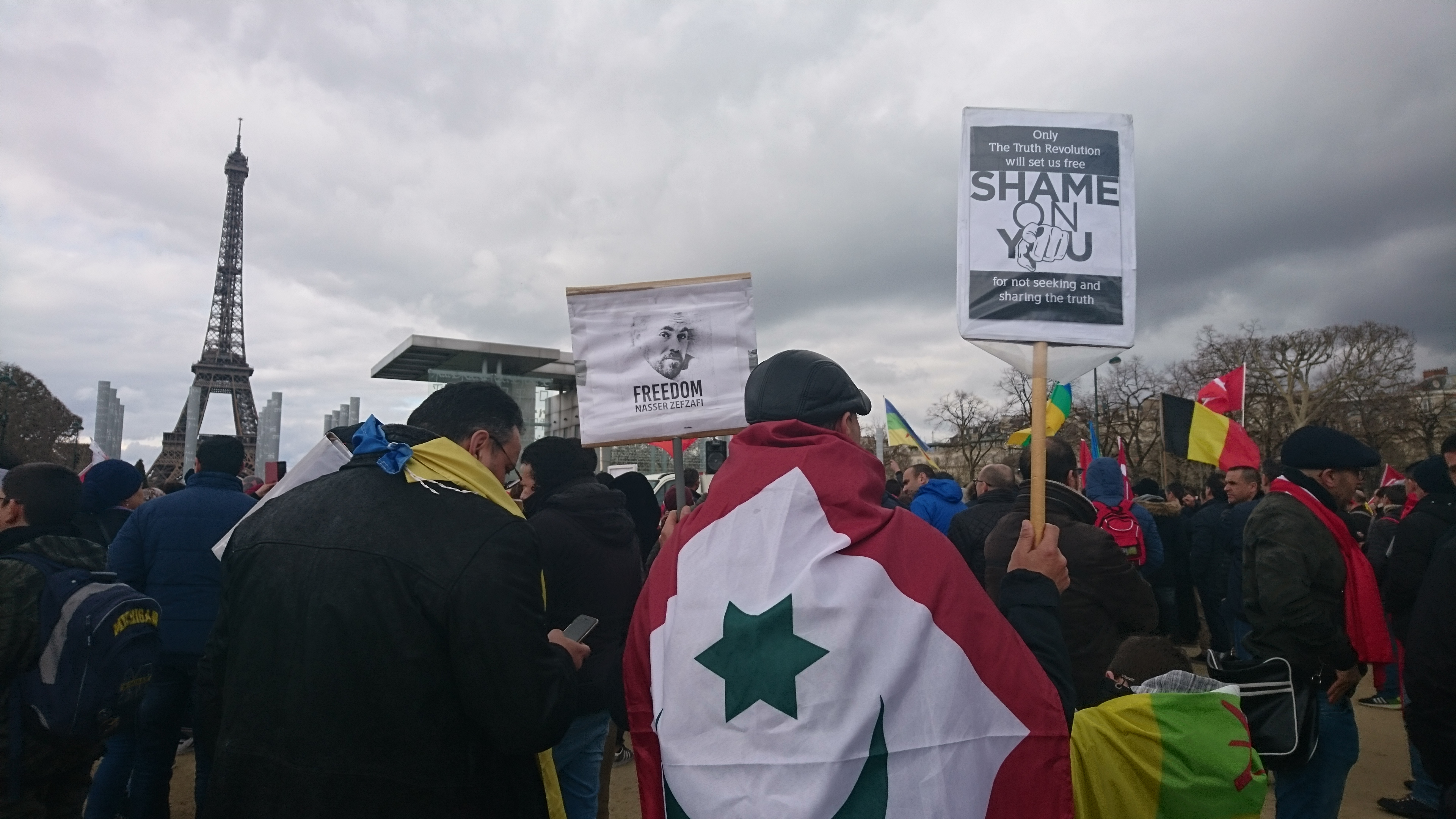
Démonstration à Paris demandant la libération des prisonniers du Hirak du Rif, dont Nasser Zefzafi

Nasser Zefzafi est arrêté par la police le matin du 29 mai 2017 pour « atteinte à la sécurité intérieure de l’État », et est transféré le même jour à Casablanca au siège du bureau national de la police judiciaire. Il est également accusé de « perturber la prière du vendredi et de porter atteinte à l'exercice du culte ». Il est notamment accusé « d'atteinte à la sécurité intérieure de l'État » et « pour trahison ».
Le 5 avril 2019, Nasser Zefzafi est condamné à 20 ans de prison avec 41 autres opposants politiques.

### Post-arrestation
Dans un audio de plus d'une heure qui a été diffusé le 31 octobre 2019 sur les réseaux sociaux, Nasser Zefzafi annonce rompre le lien d'allégeance au roi et abandonner la nationalité marocaine. Il déclare « Nous avons rendu publique notre décision d'abandonner la nationalité et de rompre le lien d’allégeance, ce positionnement n’était pas arbitraire, mais fondé ». Il y dénonce notamment la déportation des Rifains et le siège imposé sur le Rif.

#### Mauvais traitement
Le 11 juillet 2017, une vidéo dans laquelle Nasser Zefzafi apparaît dans sa cellule à moitié-nu avec des ecchymoses le long de son corps circule sur internet avant d'être supprimée. Il aurait été torturé dans le centre de détention d'Oukacha, à Casablanca.